# Bruno Langley
Bruno Langley (ur. 21 marca 1983 w Taunton) – brytyjski aktor filmowy, telewizyjny i teatralny.
Langley wystąpił między innymi w roli Todda Grimshawa w operze mydlanej pt. Coronation Street, a także z roli Adama Mitchella w serialu science-fiction pt. Doktor Who.
Aktor w latach 2004–2012 był w związku z kosmetyczką, Victorią Roscoe, z którą ma syna Freddiego.

## Filmografia

### Filmy
Źródło:.
| Rok  | Nazwa filmu                          | Rola  |
| ---- | ------------------------------------ | ----- |
| 2005 | The League of Gentlemen's Apocalypse | Damon |
| 2006 | Halal Harry                          | Eric  |

### Seriale
Źródło:.
| Rok                            | Tytuł              | Rola                          | Uwagi                  |
| ------------------------------ | ------------------ | ----------------------------- | ---------------------- |
| 2000–2004, 2007, 2011, od 2013 | Coronation Street  | Todd Grimshaw/Darren Michaels | 273 odcinków           |
| 2001–2002                      | Linda Green        | Philip 'Fizz' Green           | 6 odcinków             |
| 2005                           | Doktor Who         | Adam Mitchell                 | 2 odcinki              |
| 2006                           | Dalziel and Pascoe | Jason Parker                  | 1 dwuczęściowy odcinek |